# 罗伊·韦伦斯基
羅蘭·「罗伊」·韦伦斯基爵士，KCMG（Sir Roland "Roy" Welensky；1907年1月20日—1991年12月5日），出生名拉斐爾·韋倫斯基（Raphael Welensky），北羅德西亞政治家，罗德西亚与尼亚萨兰联邦第二任總理兼末代总理。韦伦斯基出生于南罗得西亚索尔兹伯里（今津巴布韦哈拉雷），父母为阿什肯纳兹犹太人和阿非利卡人。后前往北罗得西亚，与工会有密切联系。1938年进入殖民地立法局，在这里参与南北罗得西亚統一的斗争。